# Krystyna Gil
Krystyna Gil (* 5. November 1938 in Szczurowa; † 1. April 2021) war eine polnische Holocaustüberlebende, Romni und aktive Zeitzeugin.

## Biografie
Krystyna Gil wurde als Krystyna Ciuroń am 5. November 1938 in Szczurowa geboren, einem Dorf mit einigen tausend Einwohnern im Süden Polens. Gil wuchs in der Folgezeit als Teil einer Minderheit von rund einhundert polnischen Roma im Dorf auf. Am 3. Juli 1943 wurde Gils Heimatort von einem Kommando unter deutscher Führung umstellt. Die dort lebenden Roma wurden aus ihren Häusern getrieben und auf einem nahe gelegenen Friedhof ermordet.
Mit Hilfe ihrer Großmutter konnte Gil dem Massaker entkommen. Sie verlor dabei ihre Eltern und Geschwister sowie zahlreiche Verwandte. Die kommenden Jahre versteckte sie sich bei Verwandten, die keine Roma waren. Gegen Ende des Krieges wurde sie mit ihrer Tante im Durchgangslager Plaszow von einem Deutschen gerettet.
Nach dem Krieg wurde Krystyna Gil in der Erinnerungsarbeit aktiv und berichtete bis zu ihrem Tod aus ihrem Leben. 1965 wurde u. a. auf Betreiben von Gil auf dem Massengrab in Szczurowa ein großer Gedenkstein aufgestellt: das erste Denkmal in Polen für Opfer des Völkermords an den Roma. Der Gedenkstein gilt als das erste Gedenkzeichen für die Vernichtung von Roma. Im Jahr 1995 wurde Krystyna Gil Vertreterin der Niederlassung Krakau des Verbandes der polnischen Roma. Im Jahr 2000 initiierte sie die erste Vereinigung von Roma-Frauen in Polen, die „Vereinigung der Roma-Frauen in Krakau“, und hielt den Vorsitz dieser Vereinigung.
Für ihren unermüdlichen Einsatz als eine der letzten Zeitzeuginnen erhielt Krystyna Gil im Jahr 2020 vom Bundespräsidenten Frank-Walter Steinmeier das Verdienstkreuz am Bande des Verdienstordens der Bundesrepublik Deutschland.
Krystyna Gil war als Zeitzeugin in vielen Interviews und Dokumentationen zu sehen. Ein besonderes Anliegen war ihr die Arbeit mit jungen Menschen. Bis 2019 schilderte sie Jugendlichen regelmäßig ihre Lebensgeschichte und nahm mehrfach an der vom Dokumentations- und Kulturzentrum Deutsche Sinti und Roma und TernYpe (einem internationalen Roma-Jugend-Netzwerk) organisierten Jugendgedenkfahrt Dikh He Na Bister teil, bei der Jugendliche aus ganz Europa im Gedenken an die Ermordung der letzten Sinti und Roma des Vernichtungslagers Auschwitz-Birkenau am 2. August 1944 zusammenkommen.

## Rezeption ihres Lebens
Krystyna Gils Foto ist in der Dauerausstellung über den Roma-Holocaust im Staatlichen Museum Auschwitz-Birkenau (Baracke XIII) ausgestellt. Ihre Lebensgeschichte wird im Holocaust-Museum des Dokumentations- und Kulturzentrum der Deutschen Sinti und Roma in Heidelberg dargestellt.